# Progeny Debian

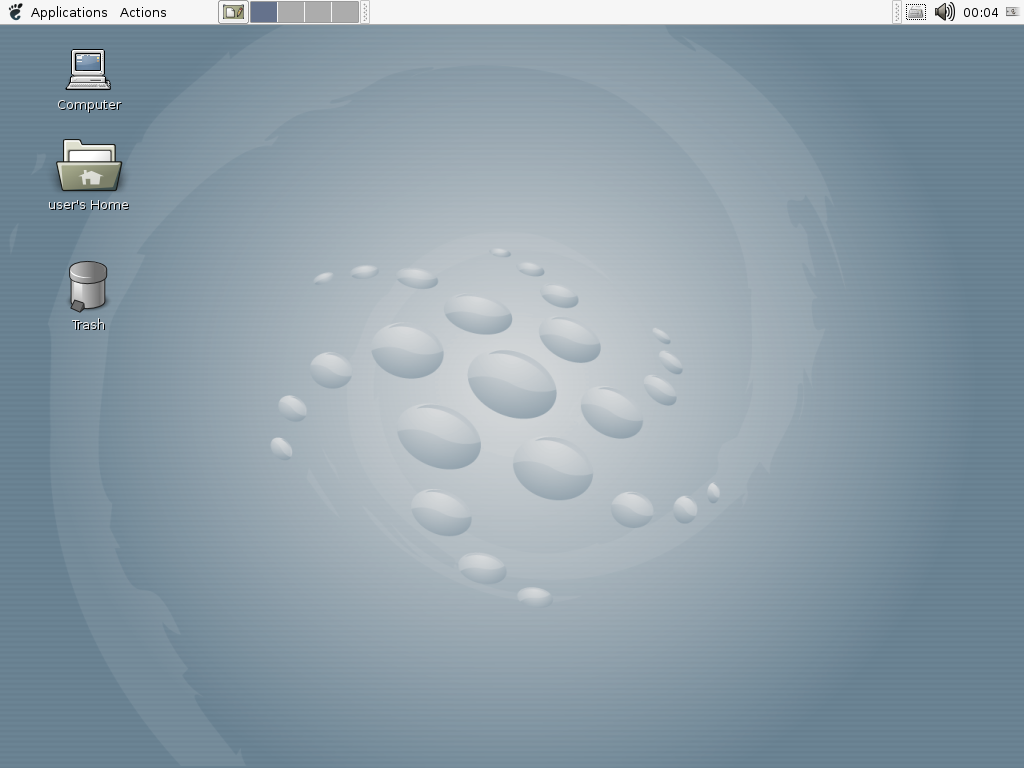
Progeny Debian 3.0pr2

Progeny Debian（プロジェニー・デビアン）とは、インストーラーに Red Hat (Enterprise) Linux から移植した Anaconda を採用した、インストールが極めて容易な Debian ベースの Linuxディストリビューション である。
2007年4月30日メーリングリストに、「2007年4月30日をもってProgeny社の営業終了が終了した」とのアナウンスが流され、事実上開発は終了した。

## 概要
Red Hat 系ディストリビューションでインストール用に広く利用されている Anaconda を採用していた。このインストーラーは、 Debian 3.1 (Sarge) 用に開発されたDebianインストーラと比較しても、さらにハードウェアの自動認識が高いので、システムにそれほど詳しくないユーザーであっても簡単にインストールが可能であった。
元々はDebian開発に携わっている中心的開発者の一人イアン・マードック(Ian Murdock)が立ち上げたプロジェクトである。Progeny Debian の開発は一時中止された経緯があるが、近年になって Progeny Debian 2.0 Beta より再開され、Progeny Debian 3.0 の正式リリースに向けて開発が進められていた。
Progeny Debian は、Debian 3.1 (Sarge) 互換のシステムであり、Sarge用にリリースされた膨大なパッケージを利用することが可能であった。パッケージの管理は APT あるいはそのグラフィカルなフロントエンド Synaptic を使って行うので、Debian と比較して機能・操作性という点で遜色がなかった。
Progeny Debian は、LSB に基づいた Componentized Linux プロジェクトの成果物といえる。Componentized Linux は、独自のディストリビューション開発に役立てることが可能。